# Ваше Височество
„Ваше височество“ (на английски: Your Highness) е американски комедиен филм от 2011 г. на режисьора Дейвид Гордън Грийн, по сценарий на Дани Макбрайд и Бен Бест, във филма участват Дани Макбрайд, Джеймс Франко, Натали Портман, Зоуи Дешанел и Джъстин Теру, филмът е пуснат на 8 април 2011 г.

## Актьорски състав
| Актьор               | Роля         |
| -------------------- | ------------ |
| Дани Макбрайд        | Принц Тадиъс |
| Джеймс Франко        | Принц Фабиъс |
| Натали Портман       | Изабел       |
| Зоуи Дешанел         | Беладона     |
| Джъстин Теру         | Лизар        |
| Тоби Джоунс          | Джули        |
| Деймиън Люис         | Боремонт     |
| Расмъс Хардикър      | Къртни       |
| Каролин Грейс-Касиди | Слугинята    |
| Чарлс Шонеси         | Разказвача   |

## В България
В България филмът е пуснат на 29 август 2011 г. от А+Филмс.
| Озвучаващи артисти  | Христина Ибришимова Ани Василева Николай Николов Здравко Методиев Христо Узунов Александър Воронов |
| Преводач            | Ирина Ценкова                                                                                      |
| Тонрежисьор         | Цветомир Цветков                                                                                   |
| Режисьор на дублажа | Димитър Кръстев                                                                                    |

| Озвучаващи артисти  | Йорданка Илова Тодор Георгиев Георги Стоянов Димитър Ангелов Георги Георгиев-Гого |
| Преводач            | Ивайла Радулова                                                                   |
| Тонрежисьор         | Емил Енев                                                                         |
| Режисьор на дублажа | Мария Ангелова                                                                    |